# Bruce George Peter Lee
Peter Tredget, de son de naissance Peter George Dinsdale, né le 31 juillet 1960 à Manchester, précédemment connu sous le nom de Bruce George Peter Lee, est un tueur en série britannique condamné pour incendies volontaires et homicides involontaires. Il a reconnu sa responsabilité dans onze actes de pyromanie et a plaidé coupable dans le cadre de vingt-six accusations d'homicide par imprudence. Quatorze de ces chefs d’accusation furent ultérieurement annulés à la suite de deux pourvois en appel distincts. En 1981, Lee fut condamné à une réclusion hospitalière indéterminée en établissement pénitentiaire de haute sécurité. Selon les sources disponibles, il demeurait toujours incarcéré en février 2022. 

## Biographie

### Début de la vie
Lee nait à Manchester, issu d’une filiation maternelle exercée dans la prostitution. Placé dès son jeune âge dans des institutions pour l’enfance, il fut affligé d’une épilepsie ainsi que d’une hémiplégie spastique congénitale au membre droit, infirmités qui lui occasionnèrent une claudication persistante et une propension à maintenir son bras droit replié contre son torse. À l’âge adulte, il gagna sa subsistance comme manouvrier et se fit connaître dans son environnement immédiat sous le sobriquet de « Peter le Simple ». En 1979, sa mère convola en secondes noces avec un individu nommé Lee. Cette même année, Dinsdale sollicita un acte de notoriété pour adopter le patronyme de Bruce, choix influencé, en partie, par la célébrité de l’acteur éponyme. Ultérieurement, il opéra une nouvelle mutation onomastique pour devenir Peter Tredget.

### Incendie de la rue Selby
Le 4 décembre 1979, un sinistre incendie éclate devant une demeure située sur Selby Street, à Hull, dans le Yorkshire de l'Est. À cette heure nocturne, les occupants, Edith Hastie et ses quatre fils — Thomas (9 ans), Charles (15 ans), Paul (12 ans) et Peter (8 ans) — reposaient.
Au cours d’un sinistre survenu dans une habitation du Yorkshire de l’Ouest, Charles tenta de porter secours à sa mère en la précipitant par la fenêtre de l’étage, lui évitant ainsi une mort certaine. Néanmoins, il ne put secourir ses frères, Paul et Peter, demeurés dans la même pièce. L’ouverture de la baie engendra un violent courant d’air qui attisa les flammes, les empêchant de fuir. Tous trois furent enserrés par le brasier et grièvement brûlés avant d’être transférés au pavillon des grands brûlés de l’hôpital Pinderfields, à Wakefield. Charles succomba durant la nuit ; Peter s’éteignit deux jours plus tard, tandis que Paul survécut douze jours avant de décéder à son tour. Thomas, atteint de dystrophie musculaire, échappa au désastre en s’extrayant par une fenêtre de la chambre arrière, où l’intensité de l’incendie était moindre. Edith Hastie, mère des victimes, avait trois filles qui résidaient ce soir-là chez des parents éloignés. Son époux, Tommy Hastie, était alors détenu en prison. 
La police établit une infirmerie de fortune dans l’ancien commissariat de la rue Gordon et entama des discussions avec les habitants au sujet de l’incendie et de la famille concernée. Les autorités furent frappées par l’attitude singulièrement détachée des riverains à l’endroit des deux frères, en dépit de la gravité du sinistre qui leur coûta la vie. Cette indifférence culmina lors des obsèques conjointes des jeunes garçons, en janvier 1980, lorsque Edith Hastie, accablée par le deuil, manifesta publiquement son courroux devant l’assemblée, lui reprochant son absence de commisération envers la perte de ses fils. Les deux frères furent inhumés en une même sépulture au cimetière Northern de Hull.
Une fois que les forces de l'ordre eurent établi que les Hastie constituaient une famille notoirement tumultueuse, impliquée dans des méfaits de faible envergure et des vendettas locales, elles orientèrent leurs investigations vers un pyromane susceptible d’agir par vengeance. Lee figurait parmi les nombreux adolescents qui consentirent à être régulièrement interrogés au sujet de l’incendie. Six mois après l’ouverture de l’enquête, il confessa avec force détails avoir répandu de la paraffine dans la boîte aux lettres avant d’y mettre le feu, acte qu’il attribua à un désir de représailles contre Charles Hastie. Il révéla que ce dernier, alors âgé de quinze ans, l’avait menacé de le dénoncer aux autorités (eu égard à sa minorité) s’il ne lui octroyait pas d’argent. Par ailleurs, Lee avait nourri une inclination pour la sœur de Charles, Angeleena Hastie, mais celle-ci avait constamment repoussé ses avances.

### Arrestation et enquête
La nuit où l’embrasement éclata en la demeure des Hastie, les forces de l’ordre reçurent une dénonciation anonyme, signalant que trois individus s’éloignaient des lieux à bord d’une automobile Rover 2000. Le surintendant de police judiciaire, Ron Sagar, secondé de ses enquêteurs, parvint à retrouver la trace du véhicule et résolut d’interroger une série de suspects. Usant d’une stratégie accusatoire, il imputa à chacun d’eux la responsabilité de l’incendie, escomptant que le véritable coupable, sous le poids de la culpabilité, se dévoilerait par aveu spontané.
Lee reconnut son forfait dans l’incendie de Selby Street, déclarant, avec une contrition apparente : « Je ne prétendais pas les tuer », tout en révélant aux autorités que Charlie Hastie lui avait extorqué de l’argent en échange de faveurs charnelles. Par ailleurs, Lee avait été vilipendé et bafoué par les membres de la lignée Hastie, qui raillaient son inclination amoureuse envers leur fille, Angeleena Hastie. Ce concours de circonstances humiliantes et ce ressentiment latent le poussèrent à allumer le sinistre qui consuma la maison des Hastie.
Lors d’un interrogatoire plus poussé, Lee fit, de manière inopinée, l’aveu d’avoir allumé neuf autres incendies mortels survenus à Hull au cours des sept années antérieures. Aucun de ces sinistres n’avait alors éveillé de soupçons ; les enquêtes avaient conclu à des accidents, et l’hypothèse criminelle n’avait même pas été effleurée. Ces feux, tous d’origine dolosive, coûtèrent la vie à vingt-six personnes, parmi lesquelles un nourrisson de six lunes, une jeune mère et ses trois fils en bas âge, ainsi que onze vieillards hébergés en la maison de retraite Wensley Lodge. Des dizaines d’autres individus subirent des brûlures, des lésions consécutives à l’inhalation de fumée, ou des blessures en tentant de s’extraire des flammes.
Lee confessa que la majorité des incendies avaient été allumés de manière fortuite, motivé par une fascination pathétique pour les flammes, sans qu’il ne s’enquît guère des périls mortels qu’il engendrait. Seuls l’embrasement de Hastie et deux autres sinistres furent perpétrés dans des demeures appartenant à des connaissances envers lesquelles il entretenait une vieille animosité.
Par la suite, les enquêteurs conduisirent Lee jusqu’à la cité de Hull, afin qu’il leur désignât les édifices qu’il avait évoqués. Bien que celui-ci se montrât incapable d’établir une chronologie exacte ou de préciser les dates, des investigations ultérieures confirmèrent que des incendies s’étaient effectivement déclarés en chacun des lieux qu’il avait indiqués. Lee rapporta qu’à la révélation du nombre de victimes causées par ses actes, il avait cherché réconfort dans la Bible, sans toutefois y trouver la résolution de cesser ses agissements ou de se confesser. 
Pour corroborer la version de Lee et écarter l’éventualité qu’il ne fût qu’un fabulateur fortuitement bien renseigné, les enquêteurs l’ont sciemment conduit en un logis où un incendie fort médiatisé avait éclaté, mais dont l’auteur avait déjà été condamné par la justice pénale. Lee rejeta aussitôt toute implication — affirmant n’avoir jamais approché les lieux —, ce qui conforta les autorités dans l’idée qu’il disait vérité quant au nombre d’incendies qu’il avait effectivement allumés.
Bien qu’il eût dans un premier temps affirmé ne pas éprouver de remords à l’égard des victimes de ses actes, arguant que l’homicide n’avait nullement été son dessein lors de l’allumement de la plupart des incendies, Lee exprima ultérieurement des regrets pour ses méfaits dans l’attente de son procès. 

## Condamnation et peine
Le 20 janvier 1981, Lee comparaît devant la Crown Court de Leeds, où il déclina toute culpabilité quant aux vingt-six chefs d’accusation de meurtre qui pesaient sur lui, mais reconnut sa responsabilité pour autant d’homicides involontaires, invoquant une responsabilité atténuée, ainsi que pour onze chefs d’incendie criminel. Les procureurs, estimant qu’il n’était point de l’intérêt public d’engager les dépenses et les lourdeurs d’un procès. 
Il avait également confessé être l’auteur de dix autres incendies, non meurtriers ceux-là, perpétrés dans divers établissements commerciaux et entrepôts. Toutefois, ces faits ne donnèrent lieu à aucune inculpation.
Initialement conduit à l’hôpital spécialisé Park Lane, situé à Liverpool, Lee fut ultérieurement transféré à l’établissement pénitentiaire de haute sécurité de Rampton. Bien qu’il ait été reconnu coupable d’un plus grand nombre d’homicides qu’aucun autre criminel dans les annales judiciaires britanniques, son procès n’eut qu’un retentissement limité dans la presse nationale. Cette discrétion médiatique s’explique, d’une part, par sa condamnation pour homicide involontaire plutôt que pour meurtre avec préméditation, et d’autre part, par la concomitance de son procès avec celui de Peter Sutcliffe, une affaire bien plus marquante dans l’opinion publique.
En 1983, une enquête publique établit que l’incendie du Wensley Lodge fut fortuit et exonéra Lee de toute responsabilité, tant dans le sinistre que dans le décès des onze résidents. Les magistrats instructeurs chargés de l’examen de l’affaire confirmèrent les conclusions du rapport. Les onze condamnations pour homicide par imprudence prononcées à l’encontre de Lee furent ultérieurement infirmées par la cour d’appel. Quant à Tredget, il rétracta ses aveux, affirmant son innocence avec persistance dès la fin des années 1980. 
En 2021, un nouvel appel fut introduit suite à un renvoi ordonné par la Commission de révision des affaires criminelles, laquelle souleva que l’accusé, en raison de ses infirmités corporelles, n’aurait pu matériellement perpétrer les crimes qui lui étaient imputés, et que ses aveux, extorqués en raison d’un dérangement mental, devaient être tenus pour non valides,. En 2022, la Cour d’appel, statuant sur cette requête, prononça un acquittement à l’égard de deux accusations d’incendie volontaire et de trois chefs d’homicide par imprudence, considérant que Tredget ne pouvait être reconnu coupable de ces actes. Toutefois, les autres condamnations précédemment prononcées furent maintenues en l’état, sans modification,,.   

## Conséquences
Sagar, l’enquêteur responsable du dossier Lee, intenta ultérieurement une action en diffamation à l’encontre du Sunday Times, après que le périodique eut publié des articles insinuant que les aveux de Lee n’avaient point été pleinement volontaires. En 1983, le magistrat instructeur du pourvoi de Lee estima, dans son arrêt, que les déclarations de l’inculpé avaient été « librement consenties ». Le journal rétracta subséquemment ses imputations et s’en excusa. L’affaire se conclut par une transaction à l’amiable en 1987. Sagar, alors retiré des fonctions actives et décoré de l’ordre de l’Empire britannique (MBE), avait émis le vœu que Lee fût un jour jugé suffisamment rétabli et hors de danger pour recouvrer la liberté. L’ancien enquêteur s’éteignit en mars 2010.